# Pirrotite
La pirrotite o pirrotina (simbolo IMA: Pyh) è un raro minerale del gruppo della pirrotite appartenente alla famiglia minerale dei "solfuri e solfosali"; possiede composizione chimica ideale Fe7S8, ma viene data anche come Fe1-xS (con x = 0 - 0,17) a causa del numero dei suoi politipi conosciuti che hanno una stechiometria leggermente diversa.

## Etimologia e storia
In origine, il minerale era noto principalmente come ghiaia magnetica, termine trovato anche nei registri mineralogici di Abraham Gottlob Werner nel 1789. Ernst Friedrich Glocker nel 1839 lo chiamò anche magnetopirite. Varianti corrispondenti di questi vecchi nomi si possono trovare in altre lingue, tra cui Francia (fer sulfuré magnetic), Inghilterra (magnetic sulfuret of iron) e Spagna (pyrita magnetica).
Il minerale ricevette il suo nome attuale pirrotite nel 1835 da Johann Friedrich August Breithaupt, che lo chiamò così in onore della parola greca πύρρος ('pyrrhos', per 'color fuoco').

## Classificazione
Nella classica nona edizione della sistematica dei minerali di Strunz, aggiornata dall'Associazione Mineralogica Internazionale (IMA) fino al 2009, elenca la pirrotite nella classe "2. Solfuri e solfosali" e nella sottoclasse "2.C Solfuri metallici, M:S = 1:1 (e similari)"; questa viene ulteriormente suddivisa in base alla presenza eventuali di alcuni metalli nel composto, in modo da trovare la pirrotite nella sezione "2.CC Con Ni, Fe, Co, PGE, ecc." done insieme a smythite e troilite forma il sistema nº 2.CC.10.
Tale classificazione viene mantenuta anche nell'edizione successiva, proseguita dal database "mindat.org" e chiamata Classificazione Strunz-mindat.
Nella Sistematica dei lapis (Lapis-Systematik) di Stefan Weiß la pirrotite si trova nella classe dei "solfuri e solfosali (solfuri, seleniuri, tellururi, arsenuri, antimoniuri, bismutidi)" e nella sottoclasse dei "solfuri con metallo: S,Se,Te ~ 1:1"; qui è nel sistema nº II/C.19 insieme ad achávalite, heideite, jaipurite, modderite, smythite, troilite e westerveldite.
Nella classificazione dei minerali secondo Dana, usata principalmente nel mondo anglosassone, la pirrotite si trova nella famiglia dei "solfuri e solfosali" dove è nella classe dei "minerali solfuri" e da lì nella sottoclasse dei "solfuri – compresi seleniuri e tellururi – con la composizione AmBnXp, con (m+n):p=1:1" dove forma il sistema nº 2.8.10 insieme a smythite.

## Abito cristallino
La pirrotite esiste in natura in diversi politipi tra cui la troilite, che è riconosciuta come un minerale separato con la composizione ideale FeS e simmetria esagonale: le modifiche esagonali ad alta temperatura della pirrotite, tuttavia, sono stabili solo sopra i 300 °C.
Altri politipi noti sono:
- la pirrotite-4C (conosciuta anche come pirrotite-4M) (Fe7S8): cristallizza nel sistema monoclino nel gruppo spaziale C2/c (gruppo nº 15) con i parametri reticolari a = 11,88 Å, b = 6,87 Å, c = 22,79 Å e β = 90,47°[18]

- la pirrotite-5C (conosciuta anche come pirrotite-5H) (Fe9S10): cristallizza nel sistema monoclino nel gruppo spaziale P21 con parametri reticolari a = 6,8673(4) Å, b = 28,6536(9) Å, c = 6,8592(4) Å e β = 119,975(7)°, oltre ad avere 4 unità di formula per cella unitaria[19]

- la pirrotite-6C (conosciuta anche come pirrotite-6M) (Fe11S12): cristallizza nel sistema monoclino in un gruppo spaziale non specificato con parametri reticolari a = 6,897(2) Å, b = 11,954(3) Å, c = 34,521(7) Å e β = 90,003(4)°, oltre ad avere 8 unità di formula per cella unitaria[20]

- la pirrotite-7H (Fe9S10): cristallizza nel sistema esagonale in un gruppo spaziale non specificato.[21]

- la pirrotite-11C (conosciuta anche come pirrotite-11H) (Fe10S11): cristallizza nel sistema ortorombico in un gruppo spaziale non specificato con parametri reticolari a = 3,433(9) Å, b = 5,99(2) Å, c = 5,7432(5) Å e β = 90°.[22]

## Proprietà
La pirrotite è per lo più ferromagnetica. Davanti al cannello a soffiatura si fonde in una massa magnetica nera ed è solo leggermente solubile in acido nitrico (HNO3) e acido cloridrico (HCl).

## Origine e giacitura

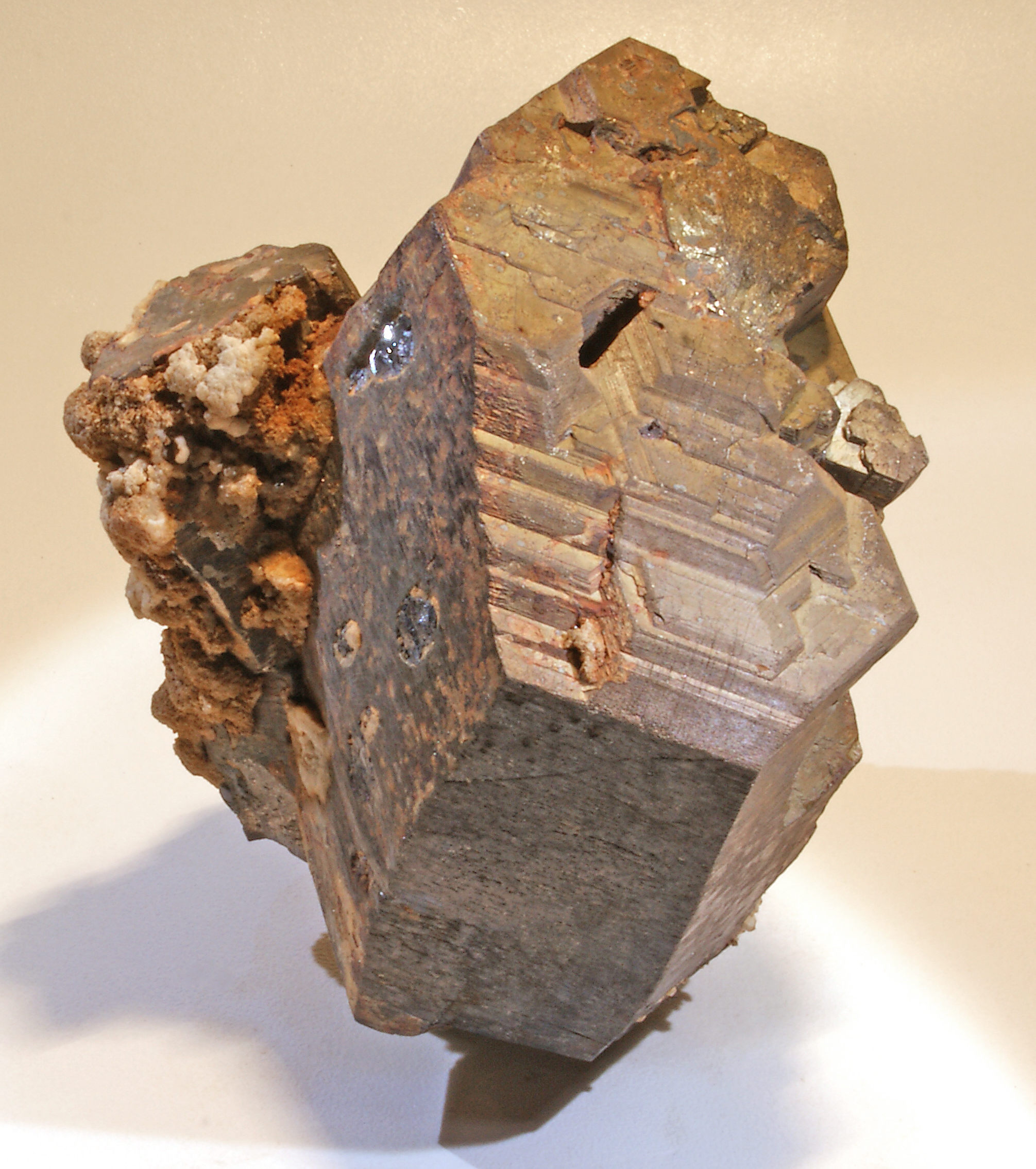
Pirrotite (Messico)

La pirrotite si forma prevalentemente per magmatismo liquido in depositi intramagmatici di solfuri e in pegmatiti contenenti solfuri, dove di solito si trova in paragenesi con altri solfuri come calcopirite, marcasite, pentlandite e pirite; come componente minore, la pirrotite si trova anche nelle rocce ignee basiche, e più raramente acide, così come nei meteoriti rocciosi e ferrosi.
Inoltre, la pirrotite si forma anche nella post-fase idrotermale dei depositi di sostituzione pneumatolitici e di altri depositi di minerali idrotermali con temperature di formazione più elevate. Oltre alla paragenesi con calcopirite e pirite, qui si trovano anche galena, sfalerite ricca di ferro, arsenopirite e antimonite. Nelle rocce metamorficamente alterate a livello regionale della catazona, la pirite viene solitamente convertita in pirrotite.
Nei sedimenti e nelle rocce sedimentarie, invece, la pirrotite si trova raramente, in quanto si decompone facilmente nella loro zona di ossidazione.
La pirrotite è un minerale piuttosto raro ed è stato trovato in pochi siti sparsi per il mondo. In Italia è stata trovata nella miniera di "Bottino" presso Stazzema (Toscana).
Altri siti europei si trovano nel distretto di Raron Occidentale (Canton Vallese, Svizzera); la miniera di "Herja" nella regione di Maramureș (Romania); nel Buskerud e nel Nordland (Norvegia); nel complesso di "Trepča" nel distretto di Kosovska Mitrovica (Kosovo).
Fuori dall'Europa il minerale è stato trovato a Willington, nella contea di Tolland (Stati Uniti); nella miniera di "Nikolaevskiy" nel territorio del Litorale (Russia); la miniera "Huanzala" nella provincia di Bolognesi (Perù); nella miniera di "San Antonio" nella municipalità di Aquiles Serdán (Messico); nella miniera di "Morro Velho" a Minas Gerais (Brasile); nella miniera "Bluebell" (nella Columbia Britannica) e nella miniera nº 2 "Henderson" (nel Québec), entrambe in Canada.
In Australia la pirrotite è stata trovata nella miniera "Renison Bell", in Tasmania.

## Forma in cui si presenta in natura
La pirrotite forma cristalli tipicamente tabulari o piatti lungo {0001}, con dimensioni fino a 40 cm, oppure facce piramidali corte, ma anchecristalli a forma di rosetta che mostrano un'aggregazione quasi parallela lungo {0001}; più comunemente gli aggregati sono massicci e granulari.
Il minerale presenta una lucentezza metallica e colore cha va dal marrone bronzo, al rosso bronzo o marrone scuro. Il colore del suo striscio è grigio-nero.